# Chronogastridae
Famille
Familles de rang inférieur
- Caribplectus
- Chronogaster
- Cynura

Les Chronogastridae sont une famille de nématodes chromadorés dans l'ordre des Plectida.
Selon wikispecies, il y a 3 genres.